# 約束 (1972年の映画)
『約束』（やくそく）は、1972年（昭和47年）3月29日公開の日本の長篇劇映画。監督：斎藤耕一、主演：岸惠子。製作は斎藤プロダクション・松竹、配給松竹。岸の相手役を演じた萩原健一の出世作としても知られる。1972年度キネマ旬報ベストテン第5位。
1966年の韓国映画『晩秋』のリメイクであり、本作品以降も1975年『肉体の約束』（韓国映画）、1982年『晩秋』（韓国映画）、そして2010年『レイトオータム』（韓国映画）と度々リメイク作品が公開されている。

## あらすじ
松宮螢子（まつみや けいこ）は、酒乱で暴力を振るう夫を殺害した罪で服役中だが模範囚の女囚のため、女性看視官に付き添われて数日間、特別な外出許可を受けた身だった。特別な外出の目的は、母の墓参りと、同房の女囚から頼まれた手紙をその夫に届けるためであった。その螢子は故郷に向かう列車の同じ席で、ある男に出会う。一人だった男は螢子に気軽に話しかけ、すぐに好きになってしまい、その後も、しつこく螢子に付きまとった結果、男の真面目な熱意に負けた螢子に待ち合わせ場所と時間の約束をさせる。翌日、螢子は約束どおりに男を待つが、男の方は当日、都合が悪くなってしまい、待ちぼうけをくわされる。しかし男は、外出期間が終わり刑務所に戻るために夜行列車に乗る時間を螢子から聞いていたので、その時間の直前に螢子を追ってきて一緒に列車に乗った。
それでも螢子は、男を許し心も開き、自分の身の上を打ち明ける。やがて列車は土砂崩れのために途中停車する。女性刑務官が刑務所に電話連絡するため席を外した間に男は螢子を列車の外に連れ出し、近くの人のいない場所で男は螢子に好きだと告白をして螢子も承諾した。その後に二人はキスをして抱き合った後に停車中の列車に戻った。刑務所に到着した女性刑務官の前で二人は、螢子の残り2年の刑期が終わって出所してからの再会を約束して別れる。男は、その時に自分の名を中原朗（なかはら　あきら）と名乗った。実は中原も、傷害現金強盗の罪を犯して警察に追われる身であったのだが、中原は螢子にその事を隠して伝えなかった。
中原は刑務所で螢子に差し入れる衣類等を衣料品店で夢中で買いあさる。そこに中原を既に待ち伏せていた刑事が現れて現行犯逮捕されてしまった。2年後、刑期を終えて出所した螢子は、中原が逮捕されたことも当然知らないので、約束していた公園で中原を待ち続けていた。

## スタッフ
- 監督：斎藤耕一
- 製作：斎藤節子、樋口清
- 原案：金志軒、斎藤耕一
- 脚本：石森史郎
- 撮影：坂本典隆
- 音楽：宮川泰
- 美術：芳野尹孝
- 照明：津吹正
- 録音：佐藤廣文
- 調音：小尾幸魚
- 助監督：吉田剛
- 現像：東洋現像所
- 製作主任：馬道昭三

## キャスト
- 松宮螢子：岸惠子
- 中原朗：萩原健一
- 島本房江：南美江
- 村井の女：姫ゆり子
- 村井晋吉：殿山泰司
- 護送犯：中山仁
- 車掌：日高久
- 裁判長：稲川善一
- 若い刑事：大久保敏男
- 原夫人：水木涼子
- 旅館の仲居：後藤泰子
- 老婆：村上記代
- 食堂の女将：秩父晴子
- ラーメン屋：大久保敏男
- 老刑事：土田桂司
- 洋服屋の主人：小田草之助
- 共犯者：江藤孝
- 高野弘：岡本忠幸
- 共犯者：中川秀人
- 刑事：城戸卓
- 共犯者：川島照満、園田健二
- 少女：田代真由美
- 共犯者：北竜介
- 山室刑事：三國連太郎

## 製作

### 撮影
撮影は1972年2月頃で、9割が車中撮影。他に1972年2月3日、岸恵子との萩原健一の初からみの撮影が、福井県敦賀市の五幡海岸の墓地で行われた。岸は萩原に対して「若者の新しいタイプって感じ」と、萩原は岸について「岸さんのファンで共演したいと思っていた。とにかくステキな人です」などと述べた。本作の共演をきっかけに二人は親密な仲になった。